# 丽贝卡·D·科斯塔
丽贝卡·D·科斯塔（英語：Rebecca Dazai Costa，1955年4月11日—）是一位美国社會生物學家、未来学家、科普作家，主要作品有《守夜人的钟声：我们时代的危机和出路》（The Watchman's Rattle: Thinking Our Way Out of Extinction）等。